# كينورييون (أيتوليا كي أكارنانيا)
كينورييون (Καινούργιον) هي مدينة في أيتوليا كي أكارنانيا في مقاطعة كينتريكي إلادا في اليونان. يبلغ عدد سكانها حوالي 2828 نسمة.